# イン・フィアー・アンド・フェイス
イン・フィアー・アンド・フェイス (In Fear and Faith) は2006年に結成された、アメリカのカリフォルニア州出身のポスト・ハードコア、メタルコアバンドである。
ハイトーン・ヴォイスと強烈なスクリーム(絶叫)を使い、重量感のあるギターサウンドを前面に出しながらもキーボードを多用し、シンフォニックな空気を出すことでドラマティックなポスト・ハードコア・メタルコアサウンドになっている。
ボーカルを2人起用し、一方をスクリーム専用、もう一方をメロディーラインのある所謂クリーンボーカルとしてバンドが成り立っていたが、2010年にスクリームを担当していたCodyが脱退。現在のリード・ボーカルであるScottが両方を担当することになった。

## 略歴
2007年、自主制作で出したEP「Voyage」が本国アメリカでのiTunesで30,000曲以上のセールスを記録。リリース後には、Emarosa,Attack Attack!,The Human Abstract,Eyes Set to Killらとツアーを行い、徐々に人気を高めていく。
2008年、アメリカのポスト・ハードコア・レーベルとして名高いRise Recordsと契約し、同レーベルからデビューアルバムとなる「Your World On Fire」をリリースする。また本作にはゲスト・ボーカルとしてChiodosのCraig Owens、A Day To RememberのRon Jeremが参加している。
2010年、2ndアルバムとなる「Imperial」をリリース。
2012年、3rdアルバム「In Fear and Faith」をリリース。
2013年、解散を発表。

## ディスコグラフィー

### アルバム
- Your World On Fire (2008) - 全米最高193位
- Imperial (2010)
- In Fear and Faith (2012)

### EP
- Voyage (2007)
- Symphonies (2011)